# رامون ارنيستو كروز وكليس
رامون إرنستو كروز أوكليس (4 يناير 1903-6 أغسطس 1985) هو سياسي من الهندوراس وهو عضو في الحزب الوطني

## سيرته الشخصية
ولد كروز في سان خوان دي فلوريس بهندوراس، والده كارلوس ألبرتو كروز ووالدته إليسا أوكليس روساليس، هو الابن الأكبر بين إخوته هيرليندا وكارلوس وراؤول وريني ومارتا. وفي عام 1917 التحق بمدرسة إسكويلا العادية للمعلمين حيث تخرج كمدرس ابتدائي. ذهب لاحقًا إلى مدينة غواتيمالا حيث حصل على بكالوريوس في العلوم والآداب. وتخرج في العلوم والقانون من جامعة هندوراس الوطنية المستقلة في 1928.
كان سفيراً في السلفادور من عام 1946 إلى عام 1948.
كان عضوا في المحكمة العليا من عام 1949 إلى عام 1964. كما كان عضوا في محكمة العدل الدولية في لاهاي.
كان مرشح الحزب الوطني في هندوراس لمنصب الرئيس في عام 1963 ولكن بدلاً من ذلك تولى الجنرال أوزوالدو لوبيز السلطة. ومع ذلك، فاز في إنتخابات أبريل 1971. بعد أن خدم لمدة 18 شهرًا، تمت إزالته من السلطة بانقلاب عسكري بقيادة لوبيز مرة أخرى.
توفي رامون إرنستو كروز في 6 أغسطس 1985 عن عمر يناهز 82 عامًا في تيغوسيغالبا.